# Natasha Friis Saxberg
Natasha Friis Saxberg (født 27. juli 1975) er foruden administrerende direktør i IT-Branchen, digital strateg, forfatter og foredragsholder.

## Barndom, ungdom og uddannelse
Natasha Friis Saxberg blev født i Teheran, Iran som datter af iransk forretningsmand Ismail Ghotbzadeh og forfatter Lean Waage Beck. Efter Ghotbzadehs død i 1982 giftede moren sig igen og stedfaderen Arne Waage Beck adopterede Friis Saxberg. Natasha Friis Saxberg har to børn født i 2004 og 2006.
Friis Saxberg var i lære som buntmager hos Birger Christensen fra 1991-1993, mikroinstruktør fra Handelsskolen Mariager Fjord 1997, MCSE Microsoft Certified Systems Engineer 1999, merkonom i handel og innovation fra Niels Brock 2003.

## Karriere
I 1995 startede Saxberg en designbutik, der solgte skræddersyede selskabskjoler. Hun fandt dog snart ud af, at IT skulle være hendes karrierevej, og hun fik i 1997 job hos Nicom Data (senere opkøbt af GE Capital IT Solutions) som IT systemkonsulent. Fra 2002 - 2013 har hun været selvstændig digital konsulent, bl.a. som ansvarlig for SKATs Twitter-konto @skattefar og som digital rådgiver for Finansforbundet og Swarovski. I 2008 grundlagde hun virksomheden Mentory
Fra 2008 - 2014 var hun associeret partner hos instituttet for Fremtidsforskning
, som bl.a. rådgav IKEA, Eniro, YouSee, m.fl. I 2010 grundlagde hun Gignal, der er en platform til samlet præsentation af live social media-flows til brug ved festivaler og events. Bl.a. benyttet af Roskilde Festival, Ekstra Bladet,TV2 og TEDx.  
I 2014-15 præsenterede hun programmet Tech and the City fra New York for Jyskebank.TV. Hun har endvidere optrådt ved TEDxKEA i København. Fra 2015 var hun digital strategikonsulent for ATEA og blev siden ansat som head of Future Growth. Natasha Saxberg repræsenterede bl.a. ATEA ved Gartner symposium 2015 Fra januar 2018 til februar 2019 var hun Head of Technology & Venture Development hos Mærsk Growth. I dag er hun konsulent inden for digitalisering. Endvidere sidder hun i juryen for Danish Digital Awards og er næstformand i Fonden for Socialt Ansvar. Dertil er hun med i en række advisory boards og skriver om teknologi, trends og digital vækst i flere medier.
I januar 2020 tiltrådte Natasha som administrerende direktør for brancheorganisationen IT-Branchen. Hun sidder fortsat med som rådgiver i ATV (Akademiet for Tekniske Videnskaber), i Erhvervsministeriets Disruption Taskforce, i det offentligt-private Digital Hub Denmark og i Innovationsrådet. Ansættelsen kommer, efter at IT-Branchens bestyrelse gennem en tid har arbejdet med en ny og mere offensiv strategi, hvortil bestyrelsen mente at Natasha var en oplagt profil.

## Nomineringer og æresposter
- Nomineret til Top 100 over Europas mest indflydelsesrige tech-kvinder (2012) [10]
- Nomineret til The Next Women 2009[11]
- Jury medlem ved The International Academy of Digital Arts & Sciences Webby[12]
- Rådgiver for Maternity Foundation[13]
- Mentor for Startup Bootcamp[14]
- Mentor for Seedcamp & Venture Cup
- Advisory Board: Børnefonden, Finansforbundet[15], Disruption Taskforce og Digital Hub Denmark.
- Digital vismand i ATV.
- Jurymedlem Danish Digtal Awards.
- Næstformand Fonden for Socialt Ansvar.
- På Top 100 listen over mest indflydelsesrige kvinder i Danmark, 2018.[16]
- På Top 50 listen over inspirerende kvinder i Norden, 2017.[17]
- European Women in Tech Award 2020.[18]